# Batalla de Antioquía (145 a. C.)
La batalla de Antioquía, también llamada batalla del Enóparo, fue un enfrentamiento armado librado el año 145 a. C. entre los pretendientes al trono seléucida, Alejandro Balas y Demetrio Nicátor, apoyado este último por el rey de Egipto, Ptolomeo VI Filometor. El combate finalizó con la victoria de Demetrio, aunque Ptolomeo murió en la batalla.

## Historia
Tras derrotar en 150 a. C. a Demetrio Sóter, Alejandro Balas se había convertido en rey de Siria, y Pérgamo se había hecho cargo de las cenizas del Imperio seléucida. Alejandro Balas, inicialmente con el firme apoyo de Ptolomeo VI, estaba casado con su hija, Cleopatra Tea. Después de obtener el trono, Alejandro se abandonó en una vida de libertinaje, perdiendo de esta forma el apoyo de sus súbditos.
Demetrio Nicátor, hijo de Demetrio Sóter, tomó ventaja de esta situación regresando a Siria desde Creta. Demetrio ganó el apoyo de Ptolomeo VI, cuya hija Cleopatra había abandonado a su yerno para casarse con Demetrio en 148 a. C. En una batalla campal cerca de Antioquía, las fuerzas de Demetrio y Ptolomeo tuvieron éxito, pero Ptolomeo sufrió una herida que le provocó la muerte. Balas huyó a Nabatea, pero fue asesinado por un príncipe que buscaba el favor de Demetrio y Ptolomeo. Demetrio II se convirtió en rey de Siria.